# Гордали
Гордали (чечен. ГӀоьрдала) — село в Ножай-Юртовском районе Чеченской Республики. Административный центр Гордалинского сельского поселения.

## География
Село расположено в верховьях одного из левых притоков реки Аксай, в 27 км к юго-западу от районного центра — Ножай-Юрт и в 85 км к юго-востоку от города Грозный.
Ближайшие населённые пункты: на севере — сёла Малые Шуани и Шуани, на северо-востоке — сёла Макси-Хутор и Саясан, на востоке — село Энгеной, на юге — село Центорой, на юго-западе — сёла Верхние Курчали и Средние Курчали, на западе — село Бас-Гордали и на северо-западе — село Хашки-Мохк.

## История

### В древности
В дневниках Н. С. Семёнова, которые хранились в фондах Национального музея Чеченской Республики до начала военных действий 1994—1996 годов, был найден обширный материал, относящийся к скифо-сарматскому времени. Среди него выделяются рисунки целых и фрагментированных прямоугольных блях, а также одной круглой. Все эти находки были сделаны в окрестностях селений Корен-Беноя и Гордали.
В 2014 году в селе археологами был обнаружен могильник, включающий в себя каменные ящики и грунтовые захоронения, возраст которых предположительно относится к XVII — началу XVIII веков.

### Основание села
Село основано в 913 году.
Село Гордали является родовым поселением тайпа Гордалой, являющиеся выходцами из исторической области Нашха. Также гордалинцами предположительно было основано село Хинда (Хиндой), которое расположено в Веденском районе Чечни. По мнению самих гордалинцев, тайп гордалой генетически родственен с тайпами Энгеной и Даттхой (Зандакой).
В ауле Гордали было развито оружейное дело, тут изготавливался клинок гурда, особо ценившийся на Кавказе.
Что легло в основу названия тейпа гордалой и села Гордали, до конца не выяснено. Предположительно оно восходит к слову чеченскому горда или гурда, что в переводе означает — «меч» (то есть гордалой — «меченосцы»).

### Позднее время
В 1944 году после депортации чеченцев и упразднения Чечено-Ингушской АССР, Гордали был включён в состав Ритлябского района ДАССР, образованного на месте упразднённого Саясановского района ЧИАССР. Однако название села не было переименовано, в отличие от других селений Чечни.
В 1990-х годах село сильно пострадало в результате двух военных кампаний.

## Население
| 1990 | 2002 | 2010 |
| ---- | ---- | ---- |
| 1046 | ↘755 | ↘586 |

## Образование
- Гордалинская муниципальная средняя общеобразовательная школа[13].

## Инфраструктура
В селе действуют школа, фельдшерский пункт, мечеть. Купол мечети каменный остроконечный и одет в конусный купол из оцинкованной жести в 1999 году. Высота минарета 17 метров. Внутри мечети до косметического ремонта были — каменная резьба, арабески и орнамент на камне. Снаружи есть несколько рисунков на камне и арабески. Основание Мечети датировано 1420 г. постройки, стены мечети перестраивались 3 раза, последний раз в XIX веке. У основания мечети расположен родник, странность родника в том, что в дневной период суток вода прибывает, в ночное время стоит на месте.